# HD 128998
HD 128998，又名BD+54 1693，SAO 29227、HR 5467，是一颗恒星，视星等为5.85，位于銀經94.17，銀緯56.73，其B1900.0坐标为赤經14h 35m 4.8s，赤緯+54° 56.73′ 20″。